# Johan Theorin
Johan Theorin (født 3. september 1963) er en svensk forfatter og journalist. Han er bedst kendt for krimiserien om Öland og har modtaget en række priser indenfor litteratur.

## Liv og karriere
Theorin blev født den 3. september 1963 i Göteborg, men voksede op i Nora kommun, Västmanland. I sin barndom tilbragte han ofte sommerferien på Öland, hvor hans mor var vokset op. Da Theorin var 21 år fik han antaget sin første novelle på et forlag og uddannede sig sidenhen til journalist.
I 2007 udkom hans debutroman Skumringstimen, der er den første del i Ølandsserien. Herefter fulgte Natstorm i 2008, Blodlag i 2010 og Gravgæst i 2013. Alle bøgere omhandler Öland og foregår primært i den nordlige del af øen. I 2013 blev Skumringstimen filmatiseret med Lena Endre i hovedrollen.
I 2018 udkom Theorins første ungdomsroman, Slaget om Salajak, som blev fulgt op af Jakten på hwitrerna i 2019. Efter en pause udgav han sin femte og sjette bog i Ølandsserien, Forvitring og Ridsemærker i henholdsvis 2022 og 2023.